# Myrmecophila exaltata
Myrmecophila exaltata là một loài thực vật có hoa trong họ Lan. Loài này được (Kraenzl.) G.C.Kenn. mô tả khoa học đầu tiên năm 1979.